# Issuu
Issuu è un servizio web che permette di caricare documenti digitali (come portfolio, libri, riviste, giornali, e altri media stampati) per la visualizzazione realistica, e la loro modifica.
Si integra con i siti di reti sociali per permettere la promozione del materiale caricato.
Il servizio di Issuu è comparabile a quello che fa Flickr con la condivisione di foto o YouTube con la condivisione di video.
La società fu fondata nel 2006, e il servizio è stato lanciato nel dicembre 2007.
Nel dicembre 2008 Issuu ha messo a disposizione Smart Look, che permette ad altri siti di convertire i documenti ospitati in edizioni digitali di Issuu, in modo che i lettori possano leggerli senza doverli scaricare.